# Fort de Bruley
Le fort de Bruley est un petit fort construit en 1885 à Bruley, près de Toul en France, et modernisé entre 1905 et 1911.

## Le fort originel
À l'origine, c'est un petit poste défensif qui fut construit pour occuper l'extrémité nord du plateau d'Écrouves. De forme trapézoïdale, l'ensemble comprenait un petit casernement de six chambrées.

## La modernisation

### Programme 1900
- Restructuration complète du fort : 1905-1911.
- Armement : 1 tourelle de 75, 1 tourelle de mitrailleuses, 2 observatoires, 1 casemate de Bourges.

### Garnison et armement en 1914
- 1 compagnie d'infanterie : l'ouvrage disposait de 207 places protégées dans les casemates et 50 places dans le casernement d'origine non modernisé.
- 95 artilleurs (6e régiment d'artillerie) : outre l'armement sous tourelle, 5 canons revolvers et 5 canons de 12 culasse pour la défense des coffres, et 4 mortiers de 15.

## État actuel
À l'abandon et en friche, cuirassements absents.